# Marcos Juan Gutiérrez
Marcos Juan Gutiérrez (Libertador General San Martín (ex Ledesma), provincia de Jujuy, 30 de noviembre de 1970) es un exfutbolista que jugaba como arquero en la selección de argentina. En la actualidad se desempeña como entrenador de Sportivo Rivadavia.
Uno de sus hitos en el fútbol chileno fue haberle tapado un penal a Esteban Paredes, máximo goleador en la historia de la Primera División de ese país. Asimismo, en dicho mismo partido su equipo, Deportes La Serena, cosechó una histórica victoria 4–0 sobre Colo-Colo.

## Trayectoria
Comenzó su carrera en el Atlético Ledesma. En la temporada 92/93 llegó a Huracán de Parque de los Patricios.
En 2011 es contratado de emergencia por Deportes La Serena por la lesión de Ezequiel Medrán donde hasta ahora en una campaña de altos y bajos ha mantenido regularidad pese a su edad.
El 23 de julio del 2011 en un partido frente a Coquimbo Unido, clásico rival de su equipo, tapó un penal, el cual llevó a la victoria por 4-2 a su Equipo y luego tapa otro el 2 de octubre frente a Colo-Colo, lanzado por Esteban Paredes, en una victoria histórica por 4-0.
El sábado 15 de octubre de 2011, mantiene una destacada participación contra Santiago Wanderers ganado 2 por 0 con una actuación excepcional por parte del longevo arquero.

## Clubes
| Club                  | País      | Año       |
| --------------------- | --------- | --------- |
| Atlético Ledesma      | Argentina | 1990-1991 |
| Huracán               | Argentina | 1991-1997 |
| Toros Neza            | México    | 1997-1998 |
| Huracán               | Argentina | 1999      |
| Necaxa                | México    | 1999-2000 |
| San Martín de Tucumán | Argentina | 2000-2001 |
| Talleres de Córdoba   | Argentina | 2002-2003 |
| Argentinos Juniors    | Argentina | 2003-2004 |
| Newell's Old Boys     | Argentina | 2004-2006 |
| Olimpo                | Argentina | 2006-2007 |
| Newell's Old Boys     | Argentina | 2007-2008 |
| San Martín de Tucumán | Argentina | 2008-2011 |
| Deportes La Serena    | Chile     | 2011      |